# Tetramorium gambogecum
Tetramorium gambogecum är en myrart som först beskrevs av Horace Donisthorpe 1941.  Tetramorium gambogecum ingår i släktet Tetramorium och familjen myror. Inga underarter finns listade i Catalogue of Life.